# Елисеев, Андрей (эстонский футболист)
Андрей Елисеев (эст. Andrei Jelissejev; 15 июня 1971) — эстонский футболист, защитник.

## Биография
С 1992 года выступал в высшей лиге независимого чемпионата Эстонии за клуб «Нарва-Транс». За девять лет провёл в чемпионате 146 матчей и забил 4 гола. Бронзовый призёр чемпионата Эстонии 1994/95, финалист Кубка Эстонии 1993/94. В 2000 году сыграл один матч в Кубке Интертото.
После ухода из основной команды в течение трёх сезонов выступал за дубль «Транса» в низших лигах Эстонии. По состоянию на 2005 год играл за «Креэнхольм» в чемпионате города Нарвы, вошёл по опросу специалистов в топ-10 лучших игроков турнира.